# Michel-Gabriel Paccard
Michel Gabriel Paccard (n. 1757, Chamonix, Auvergne-Rhône-Alpes, Franța – d. 1827, Chamonix, Auvergne-Rhône-Alpes, Franța) a fost un medic și alpinist din Savoia, cetățean al Sardiniei.

## Biografie

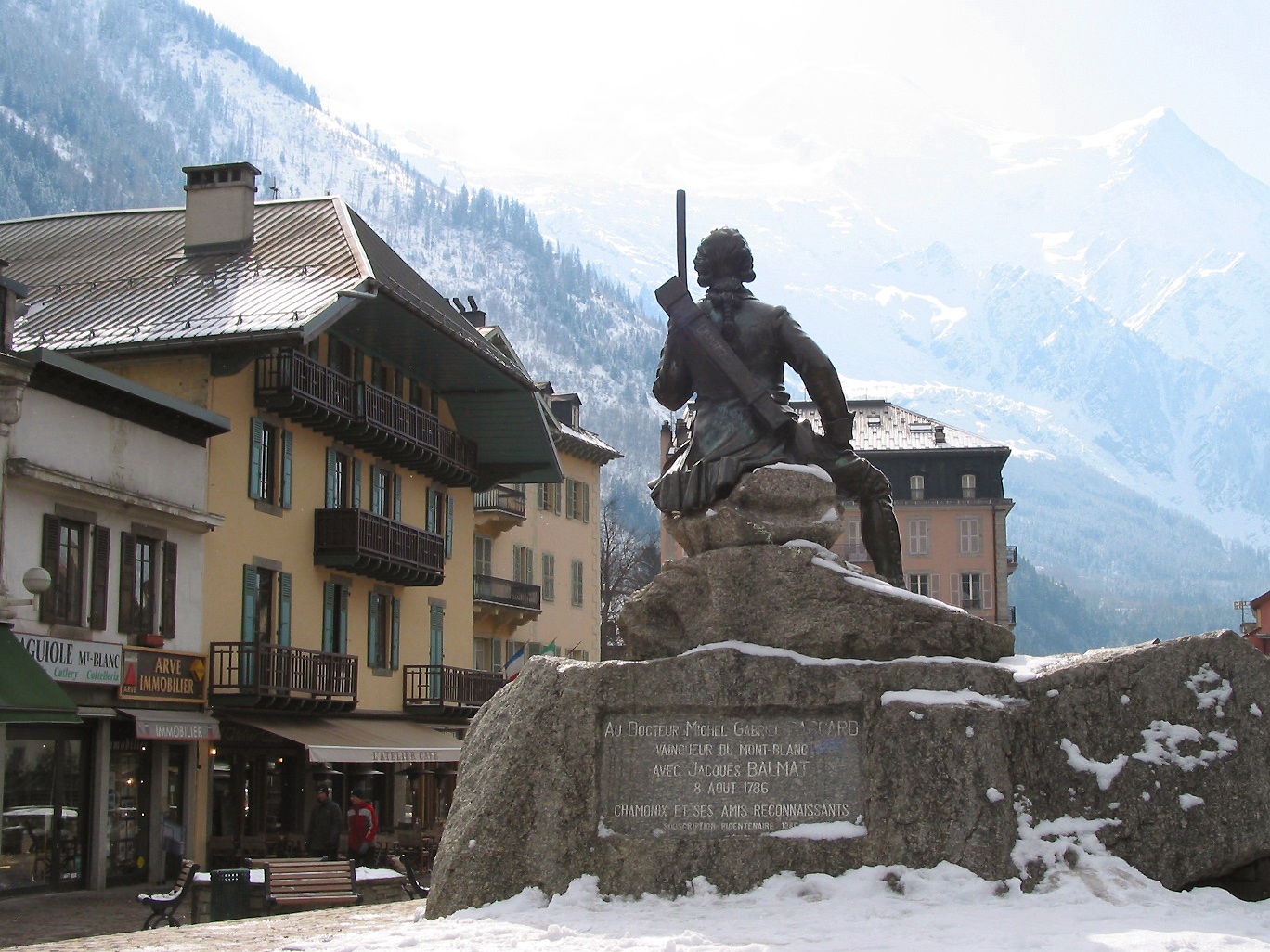
Michel-Gabriel Paccard - Monument ridicat la Chamonix.

Născut la Chamonix, a studiat medicina la Torino. Datorită pasiunii sale pentru botanică și minerale, s-a întâlnit cu Horace-Bénédict de Saussure, care a inițiat cursa pentru titlul de prima persoană care urcă pe Mont Blanc. 
Gaston Rébuffat a scris că „precum Saussure, devotat științelor naturale, el are un vis: să ducă un barometru pe vârf și să efectueze o măsurătoare acolo. Un montaniard excelent, a efectuat deja mai multe tentative.”
Paccard a efectuat o primă tentativă nereușită de cucerire a Mont Blancului în 1783 împreună cu Marc Theodore Bourrit. În 1784, a efectuat mai multe tentative împreună cu Pierre Balmat. În cele din urmă, a reușit, împreună cu Jacques Balmat, prima ascensiune a Mont Blancului la 8 august 1786.
Ascensiunea lui Balmat și Paccard a fost o mare realizare în istoria veche a alpinismului. C. Douglas Milner scria că „ascensiunea în sine a fost magnifică; o uimitoare dovadă de anduranță și de curaj permanent, realizată doar de acești doi oameni, fără frânghii și fără securi de gheață, greu împovărați de echipamentul științific și cu bastoane lungi cu vârfuri de fier. Doar vremea bună și luna le-au asigurat întoarcerea în viață.”
Paccard s-a căsătorit mai târziu cu sora lui Jacques Balmat și a devenit judecător de pace. În Chamonix i s-a ridicat o statuie.